# 伊達洛恩點 (印地安納州)
伊達洛恩點（英語：Point Idalawn）是位於美國印地安納州布朗縣的一個非建制地區。該地的面積和人口皆未知。

## 地理
伊達洛恩點的座標為39°15′36″N 86°22′08″W / 39.26000°N 86.36889°W，而該地的平均海拔高度為203米（即666英尺）。